# La Ilustración. Álbum de las Damas
La Ilustración. Álbum de las Damas fue una revista española heredera de Gaceta de las Mujeres, en cuyo título aparecía “redactada por ellas mismas”: una revista para mujeres hecha por mujeres.

## Historia
En 1845, apareció la revista Gaceta de las mujeres. Redactada por ellas mismas, publicada en Madrid por la Imprenta de V. Castelló. A partir del 2 de noviembre, coincidiendo con el número VIII, se tituló La Ilustración. Álbum de las damas. bajo la dirección de la poetisa Gertrudis Gómez de Avellaneda que la dirigió entre noviembre de 1845 y febrero de 1846.
En el último número de la Gaceta de las Mujeres se anunciaba el cambio y la aspiración de ser "el mejor periódico de literatura que se ha publicado en España". Para ello, contarían con las colaboraciones de Carolina Coronado, Josefa Moreno y Martos y Dolores Gómez Cádiz de Velasco. También serían colaboradores autores como el duque de Frías, Juan Nicasio Gallego, Ramón de La Sagra o Nicomedes Pastor Díaz. También colaboró en la publicación la condesa de Merlín.
El artículo de Gómez de Avellaneda, "Capacidad de las mugeres para el gobierno", aparecido en noviembre de 1845, reivindicaba la igualdad para las mujeres en nombre de la universalidad de la razón. El ensayo era un manifiesto en favor de la emancipación de la mujer. Rescataba las propuestas de Nicolas de Condorcet sobre el derecho de las mujeres a ejercer la ciudadanía, y como él, defendía la cuestión de su elegibilidad para las funciones públicas. También proponía un nuevo proyecto de educación femenina.
En la publicación, Gómez de Avellaneda pretendía establecer una genealogía de escritoras y para ello la revista tenía una sección titulada "Galería de mujeres célebres". La primera mujer fue la poeta griega Safo. También aparecieron las escritoras George Sand y Madame de Staël; intercaló sus poemas a la reina y algunos intercambios poéticos con otras escritoras del momento y miembros de la Hermandad lírica.
En enero de 1846, se publicaron algunos extractos de la obra El porvenir de las mujeres escrita por el polaco Jean Czinski, aunque no aparecía firmado ni se hacía referencia a su procedencia. La obra había sido traducida y publicada en 1841 con un prólogo de Margarita López de Morla y Virués titulado “Una palabra a las españolas”. La selección de extractos insistía en la denuncia fourierista del encierro doméstico al que estaban sometidas las mujeres, y enfatizaba la falta de libertad de estas para conquistar el espacio público de las profesiones, el trabajo y la independencia intelectual y económica.